# Суматранский носорог

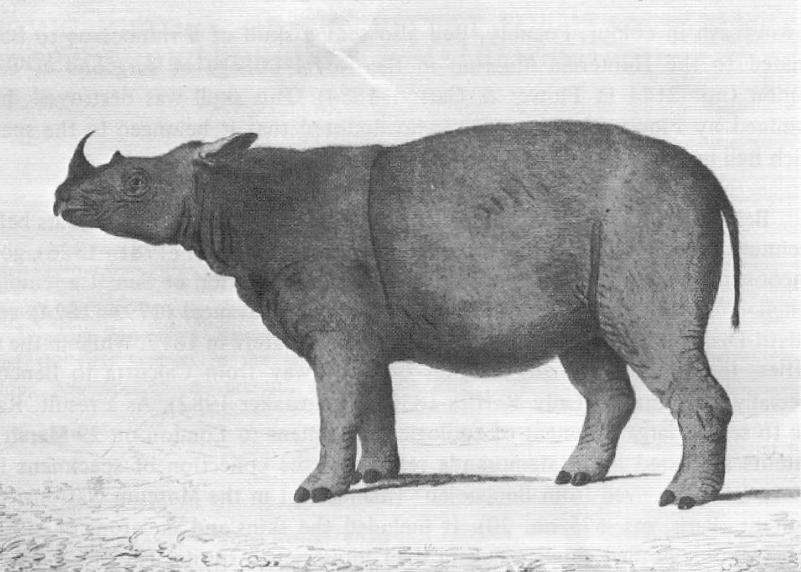
Первый известный рисунок суматранского носорога

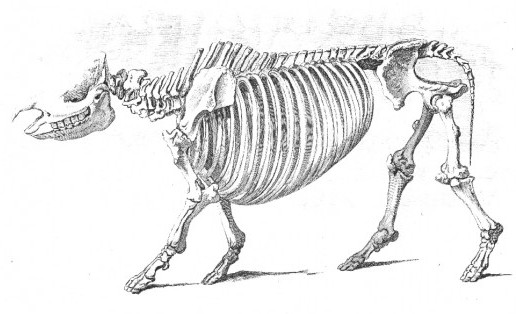
Скелет суматранского носорога

Суматра́нский носоро́г (лат. Dicerorhinus sumatrensis) — вид млекопитающих из рода суматранских носорогов (Dicerorhinus) семейства носороговых (Rhinocerotidae). Единственный сохранившийся представитель рода. Это самый мелкий представитель семейства носороговых, он по размерам сильно уступает всем остальным носорогам: его высота в холке 112—145 см, длина тела 236—318 см, масса 800—2000 кг. У суматранских носорогов 2 рога — носовой достигает 15—25 см в длину, второй рог недоразвитый. Бо́льшую часть тела покрывают красновато-коричневые волосы.
Ранее суматранские носороги населяли влажные тропические леса и болота в Ассаме, Бутане, Бангладеш, Мьянме, Лаосе, Таиланде, Малайзии, Индонезии и Китае, где в исторические времена их ареал охватывал провинцию Сычуань. В настоящее время вид находится на грани исчезновения, по состоянию на 2015 год сохранились всего 3 жизнеспособные популяции — только на Суматре. Несколько особей возможно еще обитают на востоке Калимантана и севере Мьянмы, но достоверных данных о них нет. Численность суматранских носорогов трудно определить из-за их одиночного образа жизни, по оценкам на начало XXI века она составляла менее 275 особей. По состоянию на 2015 год в дикой природе осталось менее 80 суматранских носорогов, и в настоящее время предпринимаются усилия по их разведению в неволе в попытке увеличить популяцию. Её снижение обусловлено прежде всего браконьерской охотой из-за рогов, популярных в китайской псевдомедицине. На чёрном рынке стоимость 1 кг рогов может достигать 30 000 долларов. Сохранение суматранских носорогов в неволе не даёт положительного результата: многие из них умирают в возрасте до 20 лет, так и не принеся потомство. Дело в том, что повадки этого зверя ещё довольно мало изучены, а потому создать благоприятные условия для его содержания в неволе пока не представляется возможным.
Суматранский носорог ведёт одиночный образ жизни, за исключением периода рождения и воспитания детёнышей. Он наиболее активный из всех носорогов. Мечение территории осуществляется путём оставления экскрементов и сламывания небольших деревьев.

## Классификация и этимология
Первый известный суматранский носорог был застрелен в 1793 году в 16 км от форта Мальборо на западном побережье острова Суматра. Рисунки животных и письменное описание были отправлены натуралисту Джозефу Банксу, президенту Лондонского королевского общества, который опубликовал документ по образцу того же года. В 1814 году Григорием Фишером фон Вальдгеймом виду было дано научное название.
Научное название рода Dicerorhinus происходит от греч. δι — «два», κέρας — «рог» и ρινος — «нос». Видовой эпитет sumatrensis означает остров Суматра, на котором был впервые описан суматранский носорог. Карл Линней отнёс его к роду Rhinoceros, поэтому первоначально латинское название вида было Rhinoceros sumatrensis. Джоша Брукс выделил суматранского носорога в отдельный род Didermocerus в 1828 году. Константин Ламберт Глогер в 1841 году предложил назвать род Dicerorhinus. В 1868 году Джоном Эдуардом Грейем было предложено ещё одно название — Ceratorhinus. Международная комиссия по зоологической номенклатуре закрепила родовое название Dicerorhinus в 1977 году.
Существует три подвида суматранского носорога, из которых на сегодняшний день выжило два:
- Dicerorhinus sumatrensis sumatrensis, известный как западный суматранский носорог. Существует (по состоянию на 2015 год) менее 80 особей, большинство в 3 национальных парках (Way Kambas, Букит Барисан Селатан и Гунунг-Лёсер) и несколько особей за пределами парков в провинции Ачех, все на острове Суматра[4]. Главными угрозами для этого подвида являются потеря мест обитания из-за обезлесения и браконьерство. Между западным и восточным подвидами существует небольшое генетическое различие[4].
- Dicerorhinus sumatrensis harrissoni — восточный суматранский носорог, или носорог Борнео. По размерам он самый мелкий из всех подвидов[11]. Численность популяции на начало XXI в. оценивалась в 50 особей[4]. Обитал на острове Калимантан в штате Сабах. В 2019 г. весной умер последний известный самец этого подвида, а в ноябре этого же года и последняя самка [13]. Существуют неподтверждённые сообщения об обнаружении восточного суматранского носорога в штате Саравак[4]. Предполагаемое количество еще сохранившихся особей подвида в индонезийской части Калимантана не более 15[14]. Этот подвид получил своё название в честь Тома Харрисона, который работал на Калимантане в 1960-х годах[15].
- Dicerorhinus sumatrensis lasiotis — северный суматранский носорог. Вымерший подвид. Обитал в Индии и Бангладеш. По неподтверждённым данным, небольшая популяция до сих пор существует в Мьянме, однако политическая ситуация в стране не позволяет это проверить[4]. Латинское название lasiotis происходит от греческих слов «волосатые уши». Более поздние исследования показали, что волосы на ушах северных суматранских носорогов не длиннее, чем у других подвидов. Тем не менее, он остался отдельным подвидом из-за своих более крупных размеров[11].

### Эволюция
Суматранские носороги отошли от остальных непарнокопытных в раннем эоцене. Сравнение митохондриальной ДНК показывает, что предки современных носорогов отделились от предков лошадиных около 50 млн лет назад. Представители носороговых появились в Азии в начале миоцена.
Палеонтологические исследования показывают, что род суматранских носорогов существовал ещё 16—23 млн лет назад. Множество окаменелых видов было отнесено к роду Dicerorhinus, однако других современных представителей рода, за исключением суматранского носорога, не существует. Он отделился от остальных носороговых около 25,9 млн лет назад. По этому поводу существует 3 гипотезы: первая предполагает тесную связь с африканскими видами, в качестве доказательства чему может служить наличие двух рогов у животного; вторая основана на связи суматранских носорогов с яванскими и индийскими, доказательством которой могут служить пересекающиеся ареалы трёх видов; третья основана на последних генетических анализах, согласно которым африканские, яванские и индийские и суматранские носороги представляют собой 3 отдельные филогенические линии.
Вследствие морфологического сходства учёные предполагают тесную связь суматранского носорога с вымершим шерстистым. Он появился в Азии в верхнем плейстоцене и вымер около 10 000 лет назад. Молекулярные исследования подтверждают родство двух видов.

## Описание

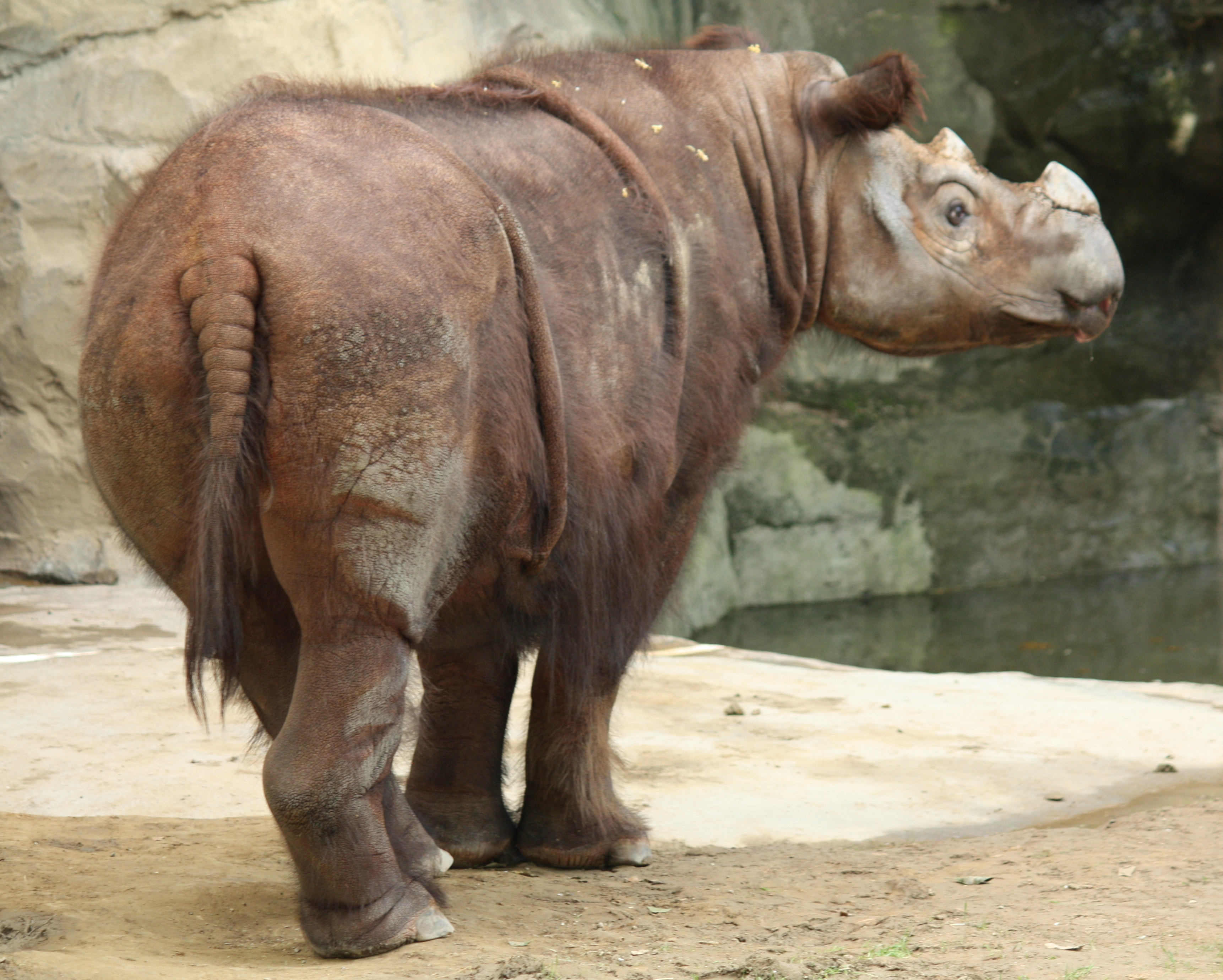
Суматранский носорог с длинными волосами из зоопарка Цинциннати

Высота суматранского носорога в холке 112—145 см, длина тела 236—318 см, масса 800—2000 кг, в среднем 1400 кг. У него 2 рога: носовой составляет 15—25 см в длину, рекордная длина — 81 см; задний рог значительно короче носового и достигает в длину около 10 см. Рога имеют тёмно-серый или чёрный цвет. У самцов они длиннее, нежели у самок.
На коже суматранского носорога присутствуют складки, которые окружают тело позади передних ног и тянутся до задних. Существуют также небольшие складки на шее. Сама кожа тонкая, толщиной 10—16 мм, подкожный жир отсутствует. Волосы могут быть как густыми (у молодых особей), так и практически полностью отсутствовать. Их цвет, как правило, красновато-коричневый. Заметить волосы достаточно трудно, так как кожа носорогов обычно испачкана в грязи. В неволе волосяной покров более густой, что может быть связано с тем, что в естественных условиях он стирается об густую растительность. Вокруг ушей и на кончике хвоста присутствует комок волос. У суматранских носорогов плохое зрение. Они быстрые и проворные, способны легко преодолевать горные склоны и берега рек.
Продолжительность жизни в дикой природе — 30—45 лет. Самка из подвида северного суматранского носорога умерла в Лондонском зоопарке в 1900 году, прожив 32 года и 8 месяцев, что является рекордным возрастом в неволе.

## Распространение и места обитания

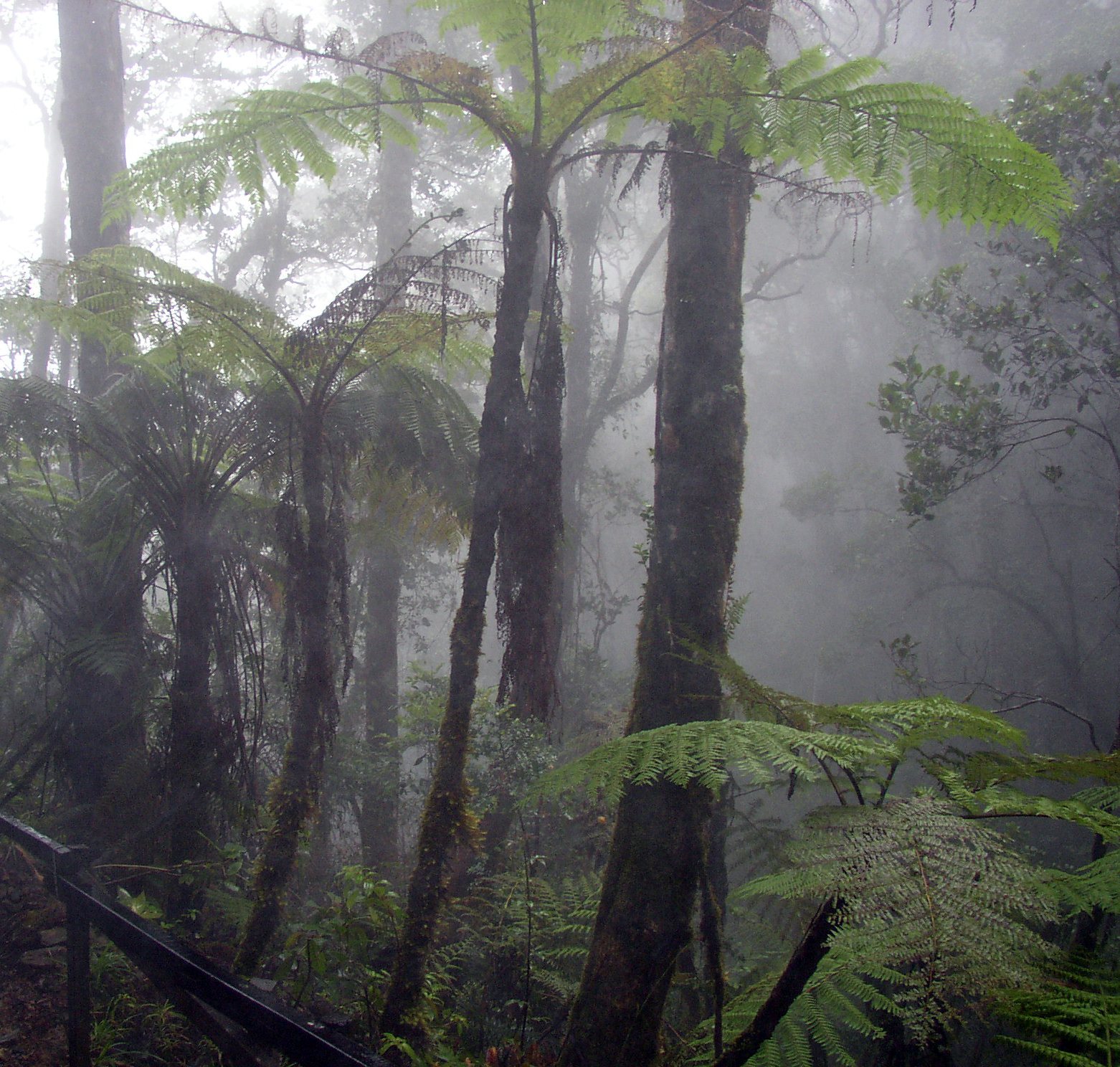
Туманные леса на Калимантане — одно из мест обитания суматранского носорога

Суматранский носорог обитает в низменных и горных вторичных лесах, во влажных тропических лесах и на болотах на высотах до 2 500 м над уровнем моря. Предпочитает холмистые районы с большим количеством воды. Ранее ареал суматранского носорога включал Мьянму, Восточную Индию, Малайский полуостров и Бангладеш. По неподтверждённым сообщениям, они также существовали в Камбодже, Лаосе и Вьетнаме. По состоянию на 2015 год, вид сохранился только на острове Суматра и, возможно, на острове Калимантан. Некоторые защитники природы высказывают предположение, что небольшая популяция существует в Мьянме, хотя это считается маловероятным. Политическая нестабильность в стране не позволяет провести исследования.
Суматранский носорог очень широко разбросан по своему ареалу, что усложняет охрану. Существует 6 популяций: 4 — на Суматре (национальные парки Букит Барисан Селатан, Гунунг-Лёсер, Керинси Себлат и Вай Камбас), 1 — на Малайском полуострове (национальный парк Таман Негара) и 1 — на Калимантане (резерват Табин).

## Поведение
Суматранские носороги — одиночные животные, за исключением периода спаривания и воспитания детёнышей. Каждая особь имеют определённую территорию. У самцов площадь территорий составляет более 50 км2, в то время как у самок — 10—15 км2. Территории самок обычно далеко отстоят друг от друга, в то время как самцы довольно часто пересекаются друг с другом. Случаются ли в таких случаях драки, неизвестно. Маркировка территории осуществляется при помощи оставления экскрементов и соскабливания почвы ногами. Наибольшую активность животные проявляют на рассвете и после захода солнца. В сезон дождей они поднимаются в горы, в холодное время года возвращаются в низменности.

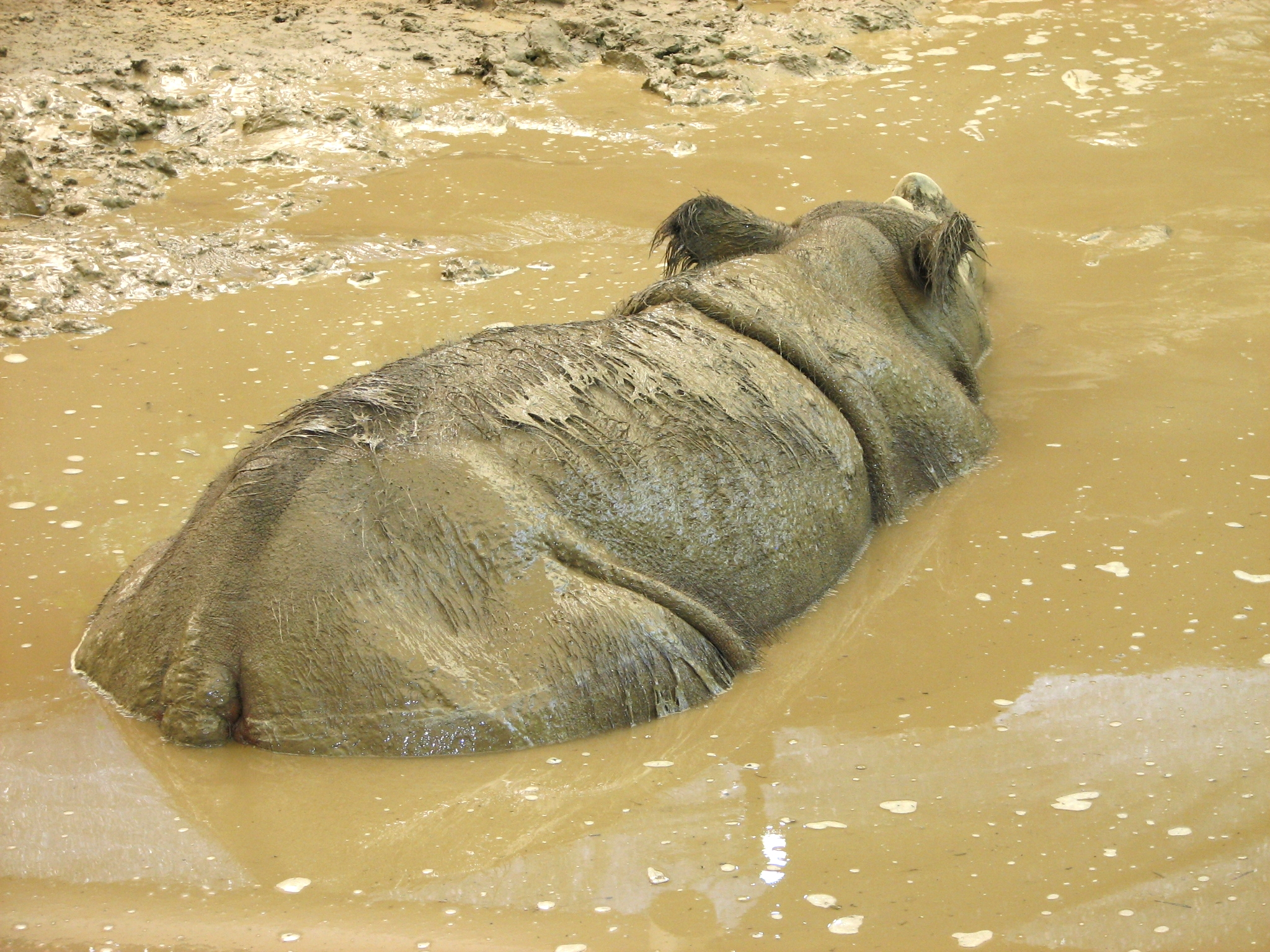
Суматранский носорог в зоопарке Цинциннати

Важную роль в жизнедеятельности суматранских носорогов играет валяние в грязи. Когда её немного, они расширяют яму при помощи своих рогов. Грязь помогает животным поддерживать постоянную температуру тела и защищает кожу от экзопаразитов и других насекомых. В среднем, носороги валяются в грязи 2—3 часа в день в дикой природе, а в неволе — менее 45 минут. Иногда заменой этому занятию может служить купание в водоёмах.
Суматранские носороги подвержены различным заболеваниям. В XIX веке причиной смерти животных в неволе стали клещи из рода Gyrostigma. Через слепней может передаваться заболевание крови сурра. В 2004 году 5 носорогов погибли вследствие этой болезни на Суматре. У суматранских носорогов нет естественных врагов за исключением человека. Тигры и собаки способны убивать молодых особей, однако вероятность такого происшествия крайне низка, так как детёныши всегда держатся вместе с матерью. Хотя ареал суматранских носорогов пересекается с тапирами и слонами, конкуренции за пищу между этими видами не возникает.
В пределах своей территории каждая особь протаптывает тропы. Тропы делятся на 2 вида: главные используются для перемещения между важными областями, например, солонцами; в районах питания носороги прокладывают меньшие тропы, не вытаптывая необходимую растительность. Тропы могут проходить и через достаточно глубокие водоёмы (глубиной более 1,5 м), суматранские носороги хорошо плавают.

### Питание
Суматранские носороги пасутся перед наступлением сумерек и сразу после рассвета. За день они съедают до 50 кг пищи. Рацион включает в себя молодые деревья, их листья, плоды и побеги — всего около 100 видов растений, преимущественно из семейств Молочайные, Мареновые и Меластомовые и рода Евгения. Главным кормом являются саженцы с диаметром ствола 1—6 см. Носороги наваливаются на дерево своим телом и объедают листья. Многие необходимые виды растений существуют лишь в малых количествах на определённой территории, и поэтому суматранские носороги часто меняют свой рацион и питаются в разных местах.
Химический состав пищи включает большое количество клетчатки с умеренным содержанием белка. Солонцы играют очень важную роль в жизни суматранских носорогов, так как им необходима соль. В случае отсутствия солонцов животные поедают растения, богатые неорганическими веществами.

### Размножение

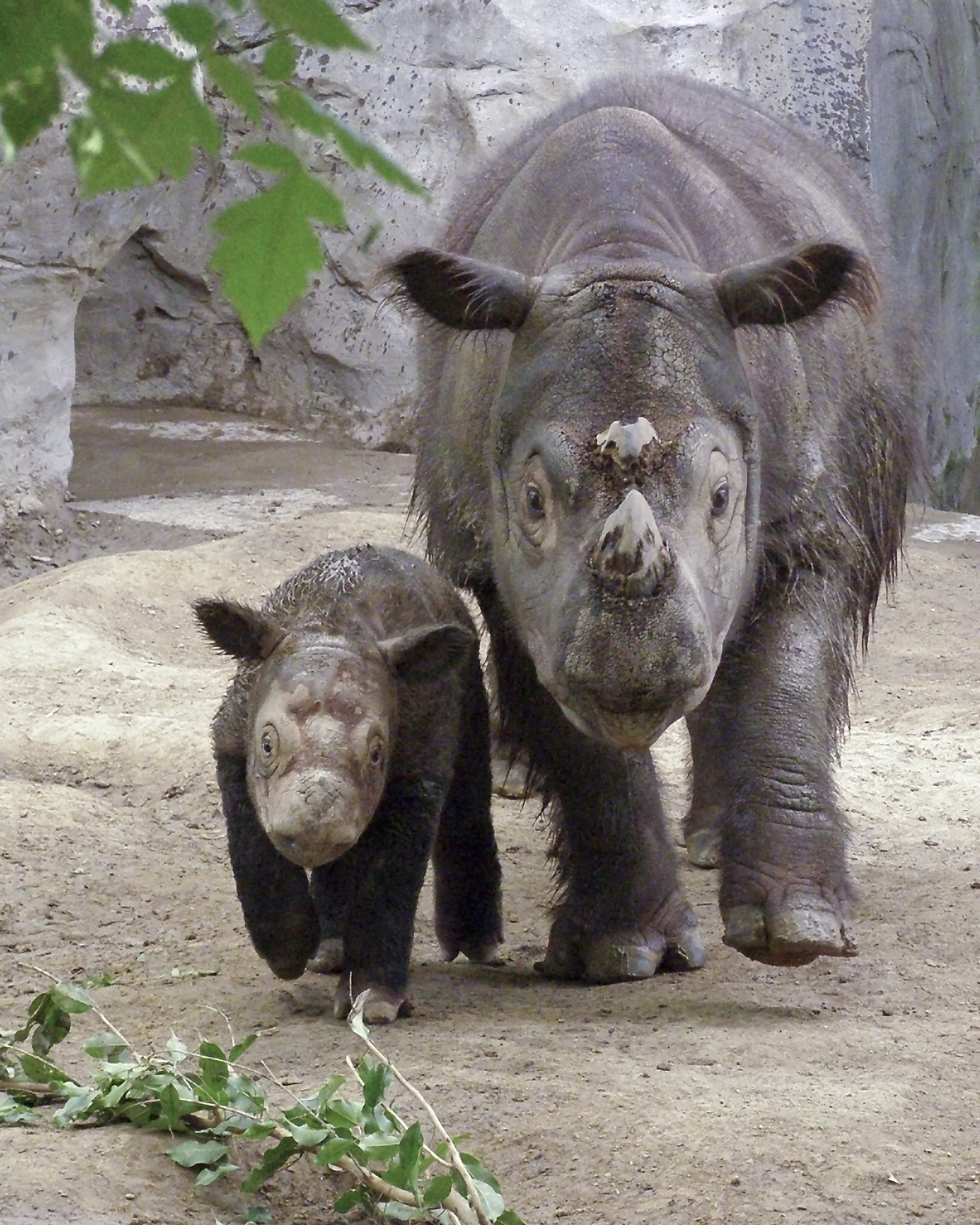
Самка с детёнышем

Самки суматранских носорогов становятся половозрелыми в возрасте 6—7 лет, самцы — в 10 лет. Беременность длится около 15—16 месяцев. Новорожденные весят 40—60 кг, лактация продолжается 15 месяцев. Детёныши живут со своими матерями до достижения 2—3-летнего возраста. В дикой природе самки рожают каждые 4—5 лет.
Половые отношения характеризуются ухаживанием со стороны самцов, поднятием хвоста, мочеиспусканием и ударами мордой друг в друга. Молодые самцы бывают агрессивными по отношению к самкам, иногда могут убивать их. В дикой природе самки способны убежать от самцов, но в неволе агрессия самцов обычно приводит к летальному исходу.
Период течки длится 24 часа, и происходит каждые 21—25 дней. Носороги из зоопарка Цинциннати совокуплялись 30—50 минут, аналогично другим представителям семейства. В Малайзии был отмечен короткий период совокупления. Длительное спаривание характеризует естественное поведение. Хотя учёные отмечали успешные зачатия, беременности по ряду причин заканчивались неудачно вплоть до 2001 года, когда в неволе родился первый детёныш. Исследования в Цинциннати показали, что овуляция суматранских носорогов вызвана спариванием, что приводит к непредсказуемому уровню прогестерона в крови. Успех размножения был достигнут в 2001 году, когда беременным самкам ввели прогестины.

## Охрана
До вмешательства человека суматранские носороги были многочисленны во всей Юго-Восточной Азии. В настоящее время популяция насчитывает менее 275 особей. Вид классифицируется как находящийся под угрозой исчезновения, в первую очередь это связано с браконьерством. До начала 1990-х годов сокращение численности составляло 50 % в десятилетие. Сейчас суматранские носороги сталкиваются с серьёзной проблемой инбридинга. Большинство оставшихся мест обитания находятся в труднодоступных горных районах Индонезии.
Браконьерство ставит под угрозу дальнейшее существование вида. Охота на суматранского носорога обусловлена прежде всего якобы целебными свойствами их рогов. Цена на рог оценивается в 30 тысяч долларов за килограмм. На животных охотились на протяжении многих веков, что привело к значительному снижению численности популяции. Её уменьшение продолжается и сейчас. В 1970-х среди жителей Суматры использовали части тела носорогов для амулетов и защиты от змеиного яда. Сушёное мясо используется для лечения диареи, проказы и туберкулёза. «Носорожье масло» — череп, настоянный в кокосовом масле — используется для лечения кожных заболеваний.
Тропические леса, в которых обитают суматранские носороги, являются объектами как законных, так и нелегальных вырубок. Редкие породы деревьев, таких как Intsia bijuga, Shorea и гуттаперча продаются по 1800 долларов за 1 м3. Законы, ограничивающие вырубки, плохо выполняются. Землетрясение 2004 года стало поводом для оправдания браконьерства. Хотя лиственные породы лесов, в которых проживают суматранские носороги, предназначены для экспорта, а не для внутреннего строительства, число лицензий на вырубку резко возросло в 2004 году.